# Чевати, Александр Степанович
Александр Степанович Чевати (1810 — 5 апреля 1869) — русский военный деятель, генерал-лейтенант (1866).

## Биография
Из дворян Таврической губернии. По происхождению из итальянцев или из прежних венецианских подданных. Образование получил в Царскосельском лицее, который окончил с золотой медалью. После этого в 1828 году поступил в Лейб-гвардии Волынский полк. в том же году был произведён в прапорщики. В ноябре 1830 года, в начале Польского восстания, Чевати был захвачен в плен мятежниками в Варшаве. Только в сентябре 1831 года он смог снова присоединиться к своему полку. 
Спустя некоторое время Чевати был уволен с военной службы «для определения к статским делам», с переименованием из штабс-капитанов в надворные советники. Служил чиновником для особых поручений при Литовском (Виленском) военном губернаторе. Спустя десять лет (в 1842) снова поступил на военную службу с производством в майоры, но продолжил служить на практически той же должности — дежурным штаб-офицером при Виленском военном губернаторе. В 1850 году был произведён в полковники. 
В 1855 году Чевати занял должность заместителя попечителя Виленского учебного округа. В 1856 году, прослужив четверть века в Вильно, Чевати был переведён в Санкт-Петербург, где назначен председателем 1-го департамента Санкт-петербургской управы благочиния. Прослужил на этой должности десять лет, причём в 1858 году был произведён в генерал-майоры, а в 1866 году — в генерал-лейтенанты (при выходе в отставку).
Скончался в 1869 году.
Его брат, Константин Степанович Чевати (ок.1811 —1862), также выпускник Царскосельского лицея, был русским консулом в Данциге (в 1848 году), Кракове (1849—1851) и Ливорно (1852—1862).